# Webserial
Un webserial es una obra escrita de literatura disponible fundamentalmente o solamente en Internet. El término viene de las viejas historias seriales que fueron en algún momento publicadas por lo regular en periódicos. 
También se les hace referencia a veces como “webcomics sin cuadros”. A diferencia de una novela o de un libro electrónico, no se compila y no se publica como un todo; en lugar, se lanza en el Internet en capítulos a medida que se vaya terminando, aunque las compilaciones y las antologías publicadas no sean desconocidas. Se compara a una novela de la misma manera que un webcómic se compara a un cómic publicado.
Los Webserials y los webcomics son leídos a menudo por públicos similares y pueden competir entre sí por su atención. Webserials basados en trabajos enteramente originales son considerablemente menos populares que webcomics que se asemejen; sin embargo, la webserial domina en la categoría de fanes de la ficción, probablemente debido a la facilidad relativa.

## Trama
Webserials vienen típicamente en tres estilos principales de la coherencia de la trama. Uno es autónomo, un estilo de la narración que no tenga ninguna o poca conexión de la trama entre los episodios. Las historias son atadas juntas por su “universo”, el tema, la atmósfera, o la estructura de la trama. Las historias tales como éstas son muy a menudo surrealistas o ilustraciones, aunque algunos autores utilizan este formato simplemente para tener la capacidad de cambiar los personajes regularmente.
Lo siguiente es continuidad floja. Las historias de continuidad floja comparten el mismo “universo” o “mundo” por omisión, y se atan en una historia más magnífica. Sin embargo, mientras que los arcos de la trama se diseñan para ser leídos a su máximo beneficio por aquellos que están más familiarizados con el mundo, no es tanto una autorreferencia que llega a ser imposible seguir para un nuevo lector sin ayuda. Las historias de continuidad floja pueden simplemente ser unidades individuales, o pueden tomar una sensación de miniserie - pueden correr en coherencia firme, cortos que se deben leer desde el principio, pero solamente un conocimiento básico de la premisa puede ser necesario para gozar de cada arco específico de la historia
El último es firmemente coherente. Mientras que el nombre lo implica, los webserials de este tipo entrelazan muy de cerca episodios o capítulos el uno con el otro y depende del lector que esté familiarizado con la historia de antemano como le sea posible. A menudo se quiere que sean leídos como uno leería un libro, aunque considerando mejores y más frecuentes descansos naturales en la trama de lo que un libro generalmente requiere.

## Publicación
Los autores de webserial prometedores disfrutan de una ventaja que no tienen los artistas webcómic, el texto, es el medio dominante aceptado del Internet y las imágenes no lo son. Es mucho más fácil publicar un webserial con los pequeños recursos a su disposición y hacer que parezca aceptable. Los servicios del Diario en línea tales como Live Journal y Xanga, desempeñan a menudo un papel como anfitrión improvisado para los webserials. Esos pocos que eligen utilizarlo abiertamente en preferencia a otros medios favorecen la difusión del accesorio RSS (Really Simple Syndication, por sus siglas en inglés. Es una familia de formatos de fuentes web codificados en XML.) Se utiliza para suministrar a los suscriptores información actualizada frecuentemente y confían a menudo en las historias que pueden sostenerse solas bastante bien, pues ninguno de los dos servicios hace la lectura de un sistema completo de archivos una tarea particularmente fácil.
Otro formato popular es el uso del foro en Internet. A diferencia de los servicios mencionados anteriormente, los foros y los foros de mensajes permiten la fácil visión secuencial de historias y tienen la ventaja añadida de comentarios rápidos así como de proporcionar un lugar social para la comunidad. Un servicio gratis de foros, tal como ProBoards, Ezboard, o Invisionfree se puede utilizar para crear un foro para ese webserial, o el webserial puede ser una característica de un foro más grande para beneficiarse de su tráfico.
Los que se mueven lejos de blogs verdaderos eligen a menudo guardar un formato similar al blog cuando establecen su propio sitio web. Algunos, sin embargo, hacen uso de la disposición del webcomic, citando su familiaridad. Historias más cortas son a menudo típicas de los que utilizan un diseño webcomic, aunque esto no es una verdad universal.

## Negocio
Los Webserials son más baratos de manejar que los webcomics en general, aunque la rentabilidad no es mucho mejor, o para nada mejor. La mayoría de los autores deben pagar los costos de su propio bolsillo, aunque la significativa baja tensión de la banda ancha del texto en vez de cuadros puede hacer los costos más soportables. Los costos de anfitrión y anuncio siguen siendo tanto una preocupación por los autores de webserials como por los artistas de webcomics.
Las donaciones y los “frascos de propina” son la manera primaria de conseguir el dinero para los webserials, a menudo usando servicios tales como PayPal. Estos son a veces suficientes para cubrir los costos iniciales para ser anfritrión, y algunos de los webserials más populares pueden tener éxito con su presupuesto totalmente a base de donaciones de este tipo.
Algunos autores webserial han recolectado su trabajo y lo han liberado en un formato libro para el consumo fácil fuera de línea. La publicación propia es la llave en este campo, y los servicios tales como [CafePress] y [Lulu.com] son de uso frecuente para la distribución y las ventas de estas antologías.
En años recientes, los editores comerciales también han comenzado a ofrecer desde correos electrónicos webserials a suscriptores. Uno de los primeros sitios que hizo esto era Keep it Coming ( KIC por sus siglas en inglés ), que actuó desde octubre de 2003 a noviembre de 2005. El éxito de esta empresa ha llevado a la creación de otros portales tales como Readres Retrat y Virtual Tales.

## Fanfiction
Aunque los webserials originales todavía están creciendo en popularidad como un medio en su derecho propio, son utilizados extensivamente por la cultura de los fanes de la ficción del Internet, y son el formato primario para trabajos más largos de los fanes de la ficción en línea. Muchos archivos de fanfiction (tales como  de popular alcance) se ponen para acomodar y para animar la publicación de trabajos en serie.